# Aloe obliqua
Aloe obliqua é uma espécie de liliopsida do gênero Aloe, pertencente à família Asphodelaceae.